# 黑潮：深海覺醒
《黑潮：深海覺醒》為中國宅極電工作室於2020年推出的艦娘題材手機遊戲。本遊戲在2019年起以「代號：D」計劃案啟動開發工作，並在中國大陸啟動多次內測；同年年底於新加坡、馬來西亞的Google Play Store Beta下載區塊，又以暫定名稱「深海戰線」發布Android Beta版本，迄今仍持續運作、與正式上市版並存；最後在2020年10月15日於香港、澳門、馬來西亞、新加坡、臺灣五地同步先行上市。本遊戲在2022年8月9日，宣布將於同年9月9日停運的消息。
本遊戲由Bilibili直營的日文版，於2021年2月24日開闢了官方網站，並同步開啟了事前登錄活動，最後於2021年5月20日上市。2022年4月25日，Bilibili官方發布了本遊戲將於6月30日停運的公告
。
2021年10月20日，本遊戲官方推特發布將與Vtuber團體「彩虹社」合作的消息，並將其中四名Vtuber化身為遊戲中的船艦參戰。

## 簡介與特色
本遊戲可蒐集來自日本、納粹德國、美國、英國的各式各樣二戰艦艇，投入五艘船艦參與戰鬥，並從四大陣營手中擴張領土、擴充並升級艦隊戰力。
另外，本遊戲的特色為「深海化改造」，玩家可借助深海元素的魔力，將麾下船艦蛻變為比以往更強大、更駭人的深海船艦，並獲得相同艦種、相同國籍的戰力加成，增強火力和防禦力來殲滅敵軍艦隊。

## 背景故事
在未來的某一天，隨著地球資源枯竭，海洋發生異變，導致人類無法再以船艦徜徉大海，因此碩果僅存的英、美、日、德四大陣營投入了軍艦的替代品「人偶」在海上活動並鞏固勢力範圍。
然而，在人偶生產的過程中，依舊有被遺棄的「不良品」，面臨著遭到拆解、銷毀的命運；這群命運多舛的人偶們，逃離四大陣營的掌控，並秘密集結在四大陣營勢力範圍外的「黑潮」邊陲海域，乞求深海給予她們再生的力量，向四大陣營吹起反攻的號角……

## 資料來源
1. ↑  . 數位媒體娛樂分級查詢網. 經濟部工業局. 2020-10-08  [2020-10-08]. （原始内容存档于2020-10-18） （中文（臺灣））.
2. ↑  . Bilibili. Bilibili. 2020-07-31  [2020-10-15]. （原始内容存档于2021-04-26） （中文（中国大陆））.
3. ↑  轩辕宛弈. . Bilibili專欄. 蝗家鉴赏团. 2019-06-24  [2020-10-17]. （原始内容存档于2020-10-20） （中文（中国大陆））.
4. ↑  . Bilibili. Bilibili.   [2020-10-07]. （原始内容存档于2020-10-18） （中文（中国大陆））.
5. ↑  小萌科技. . Facebook. 2020-08-24  [2020-08-24] （中文（繁體））.
6. ↑  小萌科技. . Facebook. 2020-10-14  [2020-10-14] （中文（繁體））.
7. ↑  小萌科技. . Facebook. 2022-08-09  [2022-08-09] （中文（繁體））.
8. ↑  Bilibili. . Twitter. 2021-02-24  [2021-02-24]. （原始内容存档于2021-05-20） （日语）.
9. ↑  . Twitter. Bilibili. 2021-02-24  [2021-02-24]. （原始内容存档于2021-05-20） （日语）.
10. ↑  Bilibili. . App Store. Apple Inc. 2021-04-01  [2021-04-01]. （原始内容存档于2021-06-02） （日语）.
11. ↑  Bilibili. . Twitter. 2021-05-13  [2021-05-13]. （原始内容存档于2021-05-14） （日语）.
12. ↑  Bilibili. . Twitter. 2022-04-25  [2022-04-25]. （原始内容存档于2022-07-17） （日语）.
13. ↑  . Twitter. Bilibili. 2021-02-24  [2021-10-20]. （原始内容存档于2022-04-27） （日语）.
14. ↑  巴哈姆特電玩瘋. . YouTube. 巴哈姆特電玩資訊站. 2020-09-08  [2020-09-08]. （原始内容存档于2020-10-19） （中文（臺灣））.

## 外部連結
- 官方网站：中國大陸、台灣